# Генрік Нільсен (футболіст)
Генрік Нільсен (дан. Henrik Nielsen; народився 29 березня 1965; Данія) — данський футболіст, нападник. На професійному рівні виступав за команди «Б 93», АЕК, «Фенербахче», «Іракліс», «Брондбю» та «Лілль». У сезоні 1987—88 у складі АЕКа забив 21 гол і виборов звання найкращого бомбардира Альфа Етнікі.

## Нагороди та досягнення
Командні
- АЕК
  - Альфа Етнікі (1): 1988—89
- «Фенербахче»
  - Кубок Президента (1): 1989—90

Індивідуальні
- АЕК
  - Найкращий бомбардир Альфа Етнікі (1): 1987—88 (21 м'яч)